# Sibirisches Murmeltier
Das Sibirische Murmeltier (Marmota sibirica) ist eine Art aus der Familie der Hörnchen. Es kommt in Südwest-Sibirien, Tuwa, in Transbaikalien, der Nord- und West-Mongolei, sowie in Heilongjiang und der Inneren Mongolei vor. Im Mongolischen Altaigebirge, wo sein Verbreitungsgebiet an das des Grauen Murmeltieres grenzt und beide Arten teilweise sympatrisch vorkommen, bewohnt es fruchtbare Hochtäler, während die Grauen Murmeltiere hier offenbar nur die Spitzen der Bergkämme bewohnen. Die Art wurde von der IUCN im Jahr 1996 als nicht gefährdet eingestuft.
Man unterscheidet zwei Unterarten:
- M. s. sibirica
- M. s. caliginosus

Es wird angenommen, dass sie gemeinsam mit dem Mongolischen Pfeifhasen (Ochotona pallasi) Überträger einer lokalen Form der Pest ist, die als „marmot plague“ bezeichnet wird.